# Mius
Mius (ukrajinsky Міус, rusky Миус) je řeka v Luhanské a v Doněcké oblasti na Ukrajině a v Rostovské oblasti v Rusku. Je dlouhá 258 km. Povodí má rozlohu 6680 km².

## Průběh toku
Pramení na Doněckém krjaži. Vlévá se do Miuského limanu Azovského moře.

## Vodní režim
Zdrojem vody jsou především sněhové a dešťové srážky. Průměrný průtok vody ve vzdálenosti 65 km od ústí činí 12,1 m³/s. Nejnižší vodní stavy jsou od května do ledna. Zamrzá v prosinci a rozmrzá v únoru až v březnu.

## Využití
Široce se využívá pro zásobování vodou pro průmysl. V povodí řeky bylo vybudováno osm nevelkých přehradních nádrží a mnoho rybníků.

## Historie

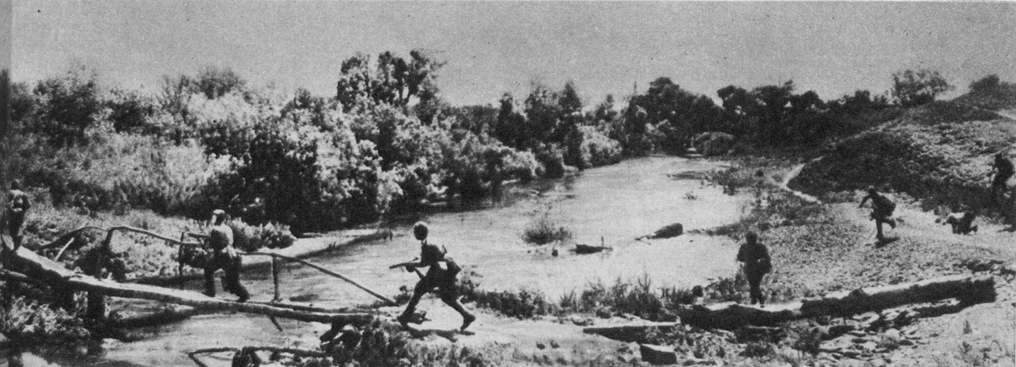
Sovětští vojáci překračující řeku Mius v létě 1943

Během 2. světové války v letech 1941 až 43 wehrmacht na řece vybudoval silně opevněnou obrannou linii, tzv. Miuskou frontu. Udržoval ji od prosince 1941 do července 1942 a od února do srpna 1943, kdy Jižní front Rudé armády provedl během Donbaské útočné operace mohutný útok a v oblasti Kujbyševo obrannou linii prolomil.